# Alejandro Soler Pérez
|  | Est article tracta sobre l'artiste alcoià; si busqueu el polític elxà, vegeu Alejandro Soler Mur. |

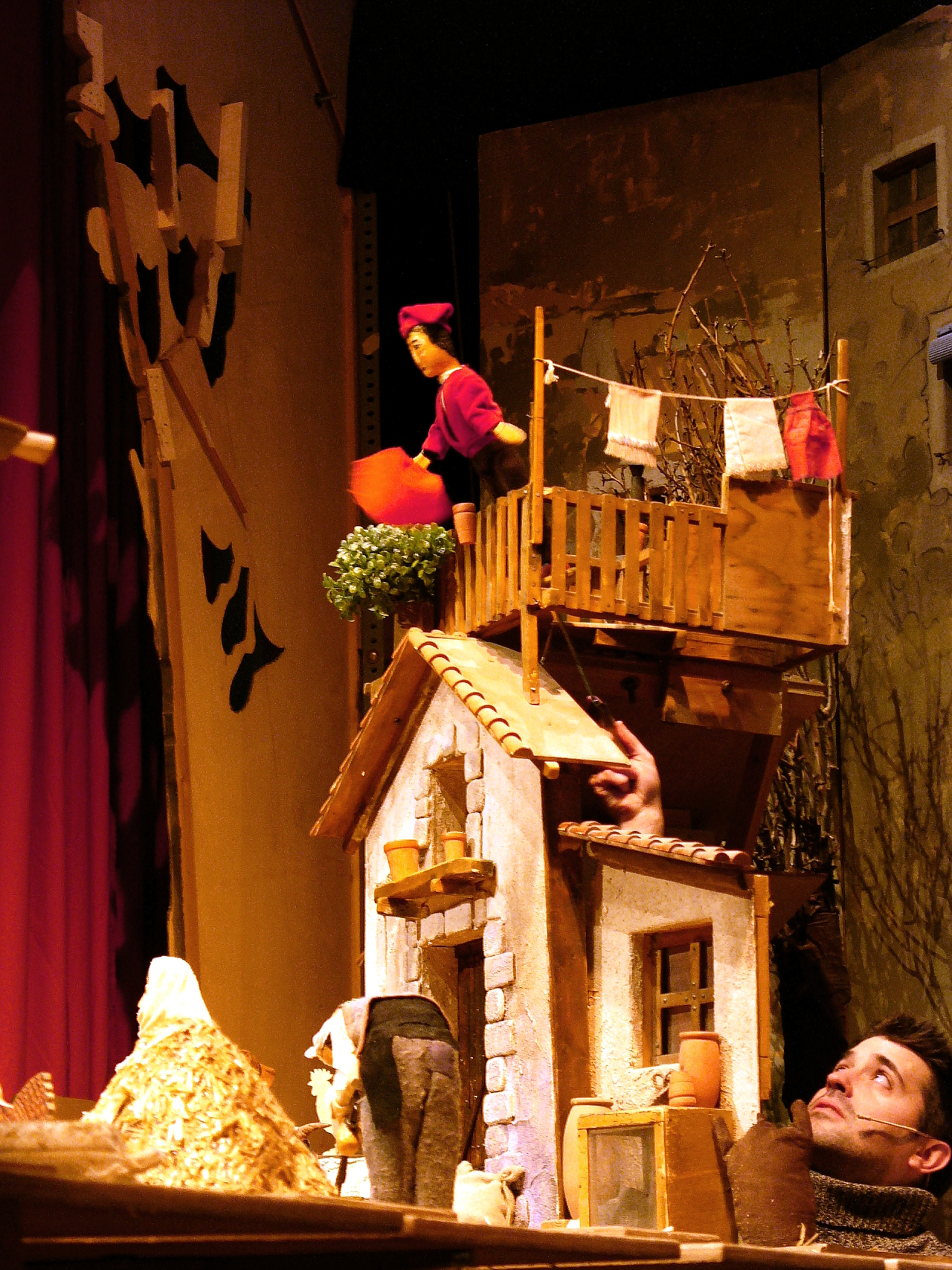
El Betlem de Tirisiti, vist des de darrere

Cartell de Que nos quiten lo bailao

Alejandro Soler Pérez (1946-2013) fou un artista alcoià especialitzat en l'àmbit de l'escenografia teatral i les festes de Moros i Cristians, encara que la seua obra més destacada és la renovació dels perots i l'escenari del Betlem de Tirisiti, per la qual cosa se'l ressenyava com «el pare del Tirisiti».

## Biografia
Alejandro Soler va estudiar belles arts a València i va fer pràctiques a Barcelona. Amic de l'actor Ovidi Montllor, va treballar amb ell com a director artístic en pel·lícules del realitzador valencià Carles Mira a començaments de la dècada del 1980: d'eixa època és també la decoració del pub L'Escenari, inaugurat en 1981 amb un recital d'Ovidi.
Per al teatre, Soler va treballar amb dos companyies alcoianes, La Cazuela i La Dependent, no només com a escenògraf sinó com a cartelliste d'obres com Ací no paga ni Déu o Rondalles. L'any 1991 va ser l'encarregat de dissenyar el cartell anunciador de les festes de Moros i Cristians d'Alcoi: abans, Soler ja era reconegut pel món fester en introduir l'ús de metall, tela i pelleteria exòtica en el vestuari dels boatos i les esquadres especials.

### El Tirisiti
L'any 1985 se li va encomanar la renovació del Betlem de Tirisiti, després que el Teatre Principal d'Alcoi s'afonara i l'ajuntament assumira la continuïtat de l'espectacle: eixe any, la premsa local li va atorgar el guardó anual Peladilla de Oro. Vint anys després, se li va adjudicar de nou la readequació del Tirisiti al Principal, poc després de ser declarat Bé d'Interés Cultural

### Mort i homenatges
Soler va faltar el 5 de gener del 2013 després d'una llarga malaltia: l'Ajuntament d'Alcoi va emetre un comunicat de condol i l'última funció de la temporada del Tirisiti li va ser dedicada en homenatge. Dos mesos abans, l'autor del cartell de les festes d'Alcoi de 2013 reconeixia Soler com «el pare de tots els dissenyadors».